# Tisselskogs socken
Tisselskogs socken i Dalsland ingick i Vedbo härad, ingår sedan 1971 i Bengtsfors kommun och motsvarar från 2016 Tisselskogs distrikt.
Socknens areal är 103 kvadratkilometer varav 89,44 land. År 2000 fanns här 237 invånare. En del av Dals Långed samt sockenkyrkan Tisselskogs kyrka ligger i socknen.   

## Administrativ historik
Socknen har medeltida ursprung.
Vid kommunreformen 1862 övergick socknens ansvar för de kyrkliga frågorna till Tisselskogs församling och för de borgerliga frågorna bildades Tisselskogs landskommun. Landskommunen uppgick 1952 i Steneby landskommun som 1971 uppgick i Bengtsfors kommun. Församlingen uppgick 2010 i Steneby-Tisselskogs församling.
1 januari 2016 inrättades distriktet Tisselskog, med samma omfattning som församlingen hade 1999/2000.
Socknen har tillhört län, fögderier, tingslag och domsagor enligt vad som beskrivs i artikeln Vedbo härad. De indelta soldaterna tillhörde Västgöta-Dals regemente och Tössbo kompani.

## Geografi
Tisselskogs socken ligger sydväst om Åmål kring Upperudsälven, Dalslands kanal och sjön Råvarpen. Socknen har odlingsbygd vid sjön och älven och är i övrigt en sjörik skogsbygd.
Vid sjön Råvarpen ligger Tisselskogs naturreservat där Dalslands största hällristningsområde återfinns, Högsbyns hällristningsområde.

## Fornlämningar
Från bronsåldern finns spridda gravrösen, skålgropsförekomster samt nära 50 hällristningar vid Högsbyns hällristningsområde. Från järnåldern finns spridda gravar.

## Namnet
Namnet skrevs 1325 Thiisllascoghär och avsåg då en skog. Förleden kan innehålla ett ånamn thisl, 'tistelstång' och syfta på ett rakt lopp.

## Befolkningsutveckling
| Befolkningsutvecklingen i Tisselskogs socken 1780–1990                                                  | Befolkningsutvecklingen i Tisselskogs socken 1780–1990 | Befolkningsutvecklingen i Tisselskogs socken 1780–1990 | Befolkningsutvecklingen i Tisselskogs socken 1780–1990 | Befolkningsutvecklingen i Tisselskogs socken 1780–1990 |
| --- | ------------------------------------------------------ | ------------------------------------------------------ | ------------------------------------------------------ | ------------------------------------------------------ |
| |                                                        |                                                        |                                                        |                                                        |
| År |                                                        |                                                        | Folkmängd                                              |                                                        |
| 1780 | 1780                                                   |                                                        | 548                                                    |                                                        |
| 1790 | 1790                                                   |                                                        | 497                                                    |                                                        |
| 1800 | 1800                                                   |                                                        | 538                                                    |                                                        |
| 1810 | 1810                                                   |                                                        | 586                                                    |                                                        |
| 1820 | 1820                                                   |                                                        | 694                                                    |                                                        |
| 1830 | 1830                                                   |                                                        | 849                                                    |                                                        |
| 1840 | 1840                                                   |                                                        | 980                                                    |                                                        |
| 1850 | 1850                                                   |                                                        | 1 127                                                  |                                                        |
| 1860 | 1860                                                   |                                                        | 1 329                                                  |                                                        |
| 1870 | 1870                                                   |                                                        | 1 385                                                  |                                                        |
| 1880 | 1880                                                   |                                                        | 1 286                                                  |                                                        |
| 1890 | 1890                                                   |                                                        | 1 170                                                  |                                                        |
| 1900 | 1900                                                   |                                                        | 1 013                                                  |                                                        |
| 1910 | 1910                                                   |                                                        | 925                                                    |                                                        |
| 1920 | 1920                                                   |                                                        | 892                                                    |                                                        |
| 1930 | 1930                                                   |                                                        | 758                                                    |                                                        |
| 1940 | 1940                                                   |                                                        | 634                                                    |                                                        |
| 1950 | 1950                                                   |                                                        | 534                                                    |                                                        |
| 1960 | 1960                                                   |                                                        | 463                                                    |                                                        |
| 1970 | 1970                                                   |                                                        | 309                                                    |                                                        |
| 1980 | 1980                                                   |                                                        | 245                                                    |                                                        |
| 1990 | 1990                                                   |                                                        | 251                                                    |                                                        |
| Anm: Källor: Umeå universitet - Tabellverket 1749-1859, Demografiska databasen, CEDAR, Umeå universitet |                                                        |                                                        |                                                        |                                                        |